# Philippe Pérouse
Pour les articles homonymes, voir Pérouse.
Philippe Pérouse, né le 26 janvier 1803 à Nîmes (Gard) et mort le 15 octobre 1866 dans la même ville, est un homme politique français.

## Biographie

### Origine familiale
Fils de Jean François Pérouse, Jacques Philippe Pérouse hérite du château du même nom à Saint-Gilles du Gard, construit en 1833 par son père. Sa mère est Anne-Marie Thérèse Pandin de Biarge est la fille de Jeanne de Montolieu (branche cadette de cette famille) et est petite-fille d'Henriette d'Albenas (de la famille de Jean Poldo d'Albenas).
Philippe épouse en 1833 Marie Joséphine Elisa Laporte de Belviala, descendante d'un député pendant les cent jours et de Dominique Hébrard, député du tiers état aux États généraux de 1789. Il eut de cette union :
- Lucie Pérouse(1836-1934) épouse Paul de Pellerin (1830-1905)
- Alix Pérouse (1837-1877) épouse Octave Blachère (1833-1914) petit-fils de François Clément Privat de Garilhe (député) et frère de Ernest Blachère (député)
- Céran Pérouse (1838-1840)

Philippe Pérouse meurt le 14 octobre 1866 laissant le domaine de Pérouse à son gendre Octave.

### Carrière politique
Député au Corps législatif de 1857 à 1863, né à Nîmes (Gard) le 26 janvier 1803, mort à Nîmes le 14 octobre 1866, propriétaire à Nîmes et maire de Saint-Gilles (mars 1844), Il fut chargé, en 1847, d'organiser un syndicat pour protéger la plaine de Beaucaire contre les inondations du Rhône.
Conseiller général du Gard en 1848, chevalier de la Légion d'honneur le 3 mai 1849, rallié à l'Empire et maire de Nîmes le 30 décembre 1854, il fut élu, comme candidat du gouvernement, le 18 janvier 1857, député au Corps législatif par la 1re circonscription du Gard, en remplacement de M. Baragnon, nommé préfet, par 11,200 voix (12,280 votants, 38,367 inscrits).
Il siégea dans la majorité dynastique, et fut réélu, le 22 juin 1857, par 13,624 voix (21,416 votants, 38,622 inscrits). Il ne se représenta pas en 1863 et mourut trois ans après.

## Mandats
- Maire de Saint-Gilles (1844-1855)
- Conseiller général du canton de Saint-Gilles (1848-1856)
- Maire de Nîmes (1854-1856)
- Député du Gard (1857-1863)

## Distinction
- Chevalier de la Légion d'honneur

## Sources
- « Philippe Pérouse », dans Adolphe Robert et Gaston Cougny, Dictionnaire des parlementaires français, Edgar Bourloton, 1889-1891 [détail de l’édition]